# Tereticus pectinicornis
Tereticus pectinicornis is een keversoort uit de familie boktorren (Cerambycidae). De wetenschappelijke naam van de soort werd in 1879, tegelijk met die van het geslacht, waarvan het de typesoort is, gepubliceerd door Charles Owen Waterhouse.